# Chaabat El Leham
Chaabat El Leham, anciennement Chabat El Leham (entre 1874 et 1901) et Laferrière (entre 1901 et 1964), est une commune algérienne de la wilaya d'Aïn Témouchent, située à 5 km au nord-est d'Aïn Témouchent.

## Géographie

### Situation
| Ouled Kihal    | Terga, El Malah  | Hammam Bou Hadjar |
| Sidi Ben Adda  | Chaabat El Leham | Chentouf          |
| Aïn Témouchent | Aïn Témouchent   | Chentouf          |

## Toponymie
Le nom de la commune est constitué de la base d'une chaâba dans un oued (petit fleuve) sortie du village vers hamam bou hadjar à 500 m, issu de l'arabe signifiant « ravin ou ravine », et du composant el-leham, signifiant « la chair (viande) », issu également de l'arabe. Le nom complet de la localité signifie donc : Chaabat El Leham « ravin de la chair ».

## Histoire
Au début du XVIe siècle, l’aîné des Barberousse, le guerrier Arroudj est exécuté près de Chaabat El Leham.
Après l'attaque, sans succès, d'Oran, tenue par les Français, du 3 au 8 mai 1831 par l'émir Abd El Kader, il s'ensuit une période de 17 ans de luttes.
Le 6 juillet 1836, Abd El Kader lance ses troupes basées à Aïn Témouchent sur les soldats français. Le 10 juillet, le général Bugeaud contre-attaque. En arrivant au lieu de Chaabat El Leham aux portes d'Aïn Témouchent, les troupes françaises découvrent un sol parsemé d'ossements humains blanchis par le temps. Les habitants expliquent aux soldats français que trois siècles auparavant les Espagnols de la Reconquista et les Ottomans (Turcs) de Tlemcen s'étaient livrés au XVe siècle à une terrible bataille faisant des milliers de morts.
Le village-centre est fondé par un décret du 29 septembre 1874 sous le nom de Chaabat El Leham, sur le territoire de la commune mixte d'Aïn Témouchent, et « sur un plateau… un banc épais de calcaire entremêlé de tuf poreux et de roches basaltiques désagrégées. », sur un territoire de 2 600 hectares. Il est érigé en commune de plein exercice en 1885, et son territoire, agrandi d'une partie des douars de Souf el Tell et de Geddara, passe à 7 775 hectares. En 1903, Chaabat El Leham prend le nom de Laferrière, d'après Edouard Laferrière (1841-1901, jurisconsulte français et gouverneur général de l'Algérie de juillet 1890 à 1900) jusqu'à 1964, après l’indépendance de 1962.
Chaabat El Leham faisait partie de l'arrondissement de Sidi Bel Abbés et puis, depuis 1984, elle fait partie de la wilaya d'Aïn Témouchent.
Sa valeur historique, son prestige et son emplacement stratégique font que le village a été appelé Braj el Nahraine par rapport à la Mésopotamie et sa situation entre le grand lac Eddajla et l'Euphrate.

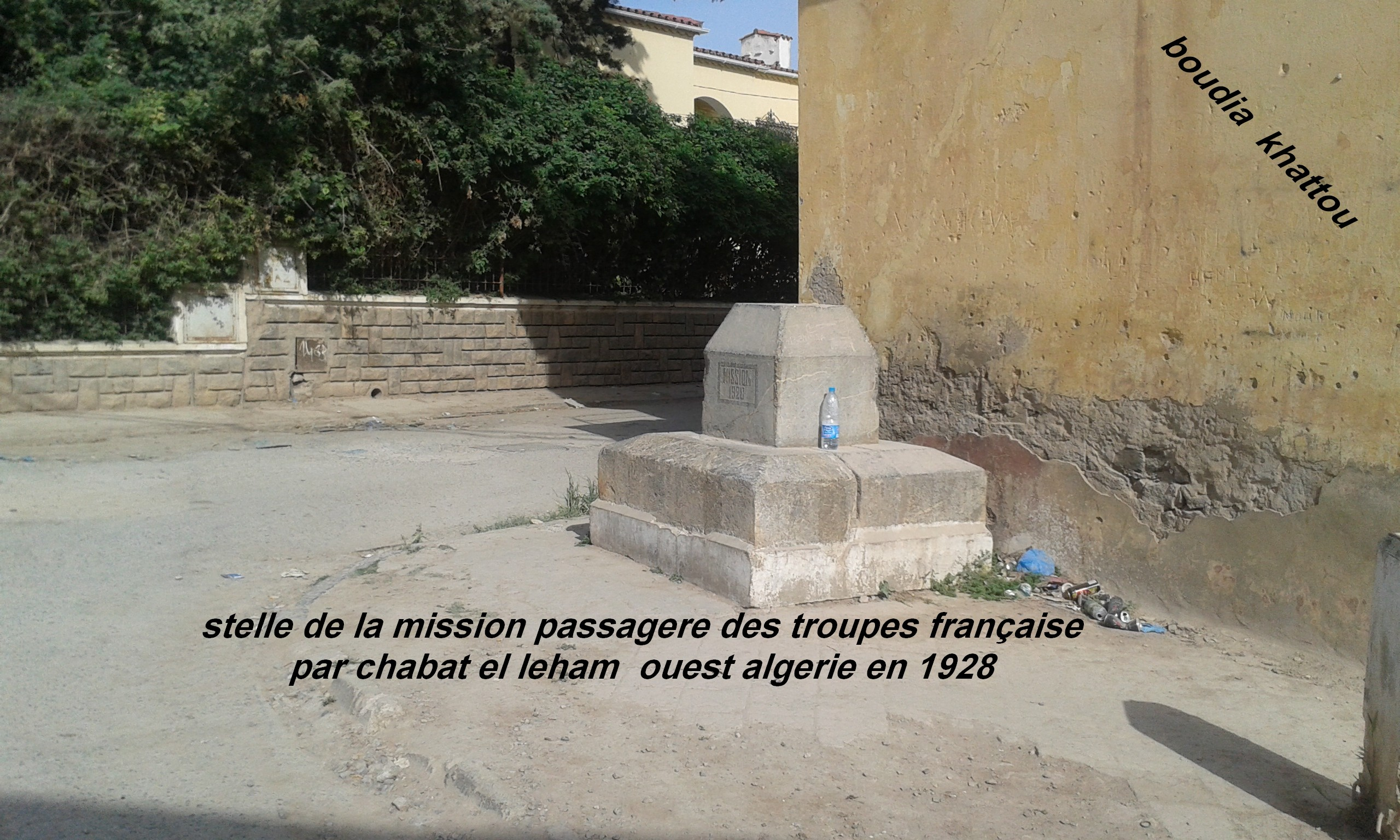
Stèle de la Mission française (1928).
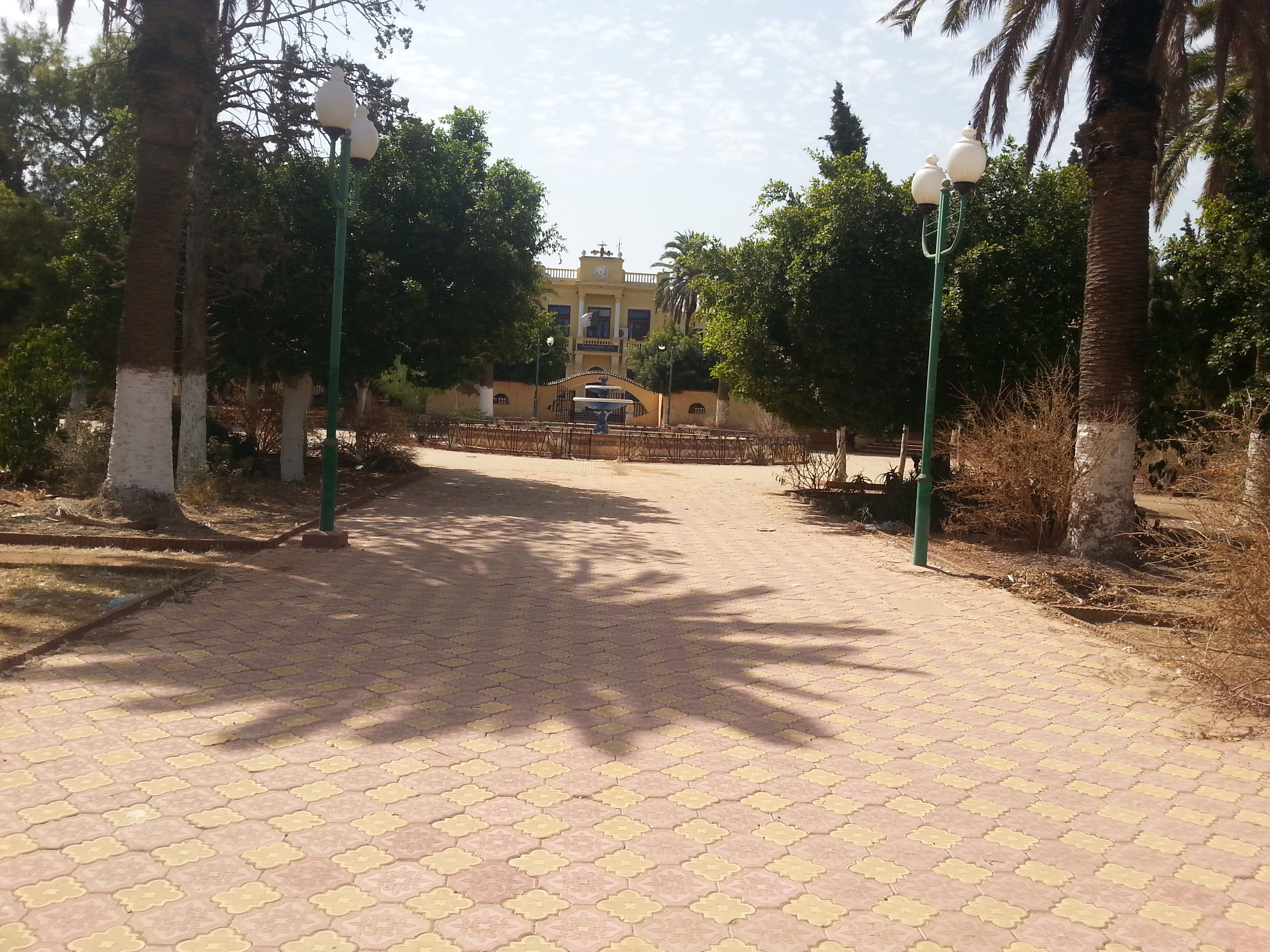
La place de Chabat El Leham.

### La paroisse
La paroisse Saint-Pierre de Chabat el Leham est créée par un décret du 3 juin 1878.
Le dernier curé en 1962 en était le chanoine Lagiere, nommé en 1951.

### De 1950 auXXIesiècle
La première maison construite à la cité graba, après le XIXe siècle, est celle de M. Abdesselem.
Ensuite 1938 la mairie française a  trace des lots de 100 m carre pour les premiers arrivés comme amat ayed,lafamille zouaoui et adda ensuite vers les années 1957 c’est l'arrivée des familles comme sellaf, Khattou, Chaibi, Zerikat, etc … chassés par l'armée française en détruisant le douar de Geddara et, ainsi que sur la cite Souf-Tell par la famille Abda (Larbi Ould Ben Bellel) etc …
Dans la nuit du 16 au 17 juillet 1961, la famille Segura, une famille européenne d'agriculteurs, est victime de membres du FLN. Les deux filles sont violées puis égorgées sous les yeux des parents, le fils est poignardé et décapité à la hache avant que la mère ne soit elle-même violée et éventrée. Le père est le dernier à mourir, pendu à son plafond. Le drame des Segura entraîne un ressentiment profond à Oran, et l'OAS enregistre nombre d'adhésions à la suite de l'événement.
Entre 1963 et 1975, il y avait une mosquée avec l'imam Si Mohamed (RA) et le cheikh Si Bouazza (RA) qui donnait des cours coraniques.
Sur le boulevard de la Graba, Mbarek (RA), vendeur de karantika, officiait près du « café maure » de Mamoun ben Driss (R.A) (aujourd'hui salon de café) et peu plus loin, Ami Ahmed (RA) avec son kiosque en bois.
À la montée du boulevard, se trouve le café maure de ben ouïs (aujourd’hui villa), enfin le grand jardin et ensuite des villas jusqu’au branchement qui mène directement vers la route nationale (Oran et Tlemcen), à gauche vers Ain Témouchent et Hammam Bouhadjar à droite.
En prenant la route à côté du jardin vers la mairie qui est en face de celui-ci, on trouvait l’église (aujourd'hui annexe de la mairie), en continuant tout droit se trouve un peu plus loin à 150 m le stade municipal jouxtant la décharge municipale (aujourd'hui parking) ; 150 m plus loin se trouvait la caserne militaire française (ancienne école de travaux publics, aujourd'hui centre de formation professionnelle).

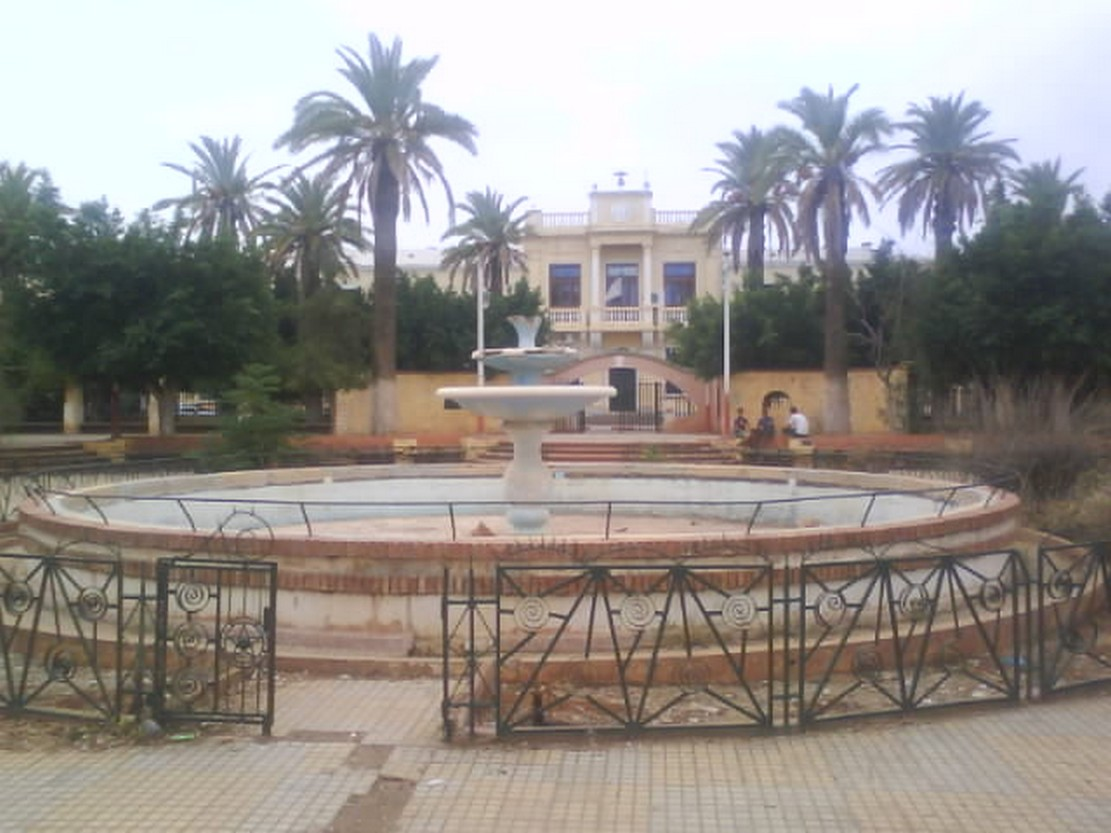
Le jardin public en face de la mairie.
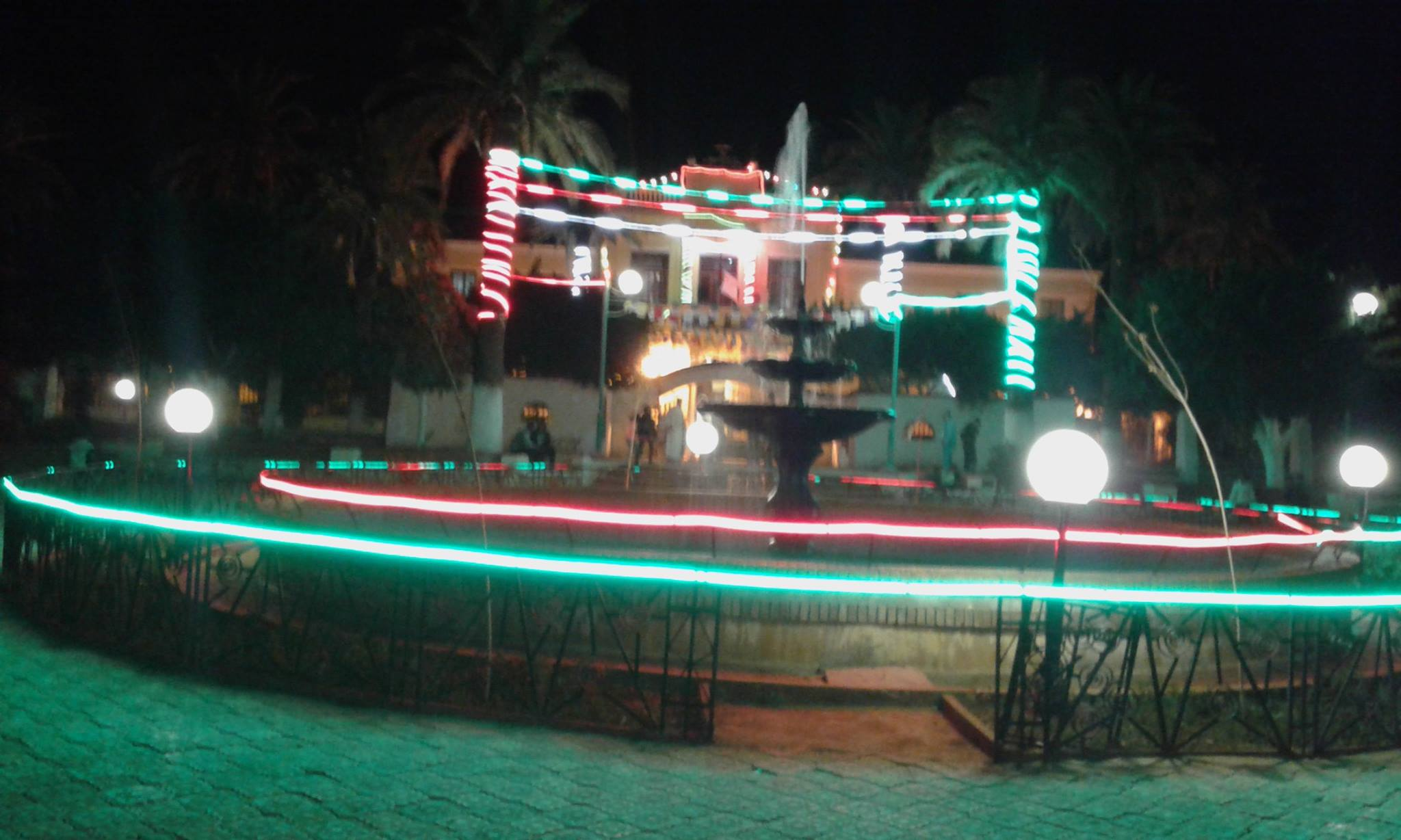
Jardin public de nuit.
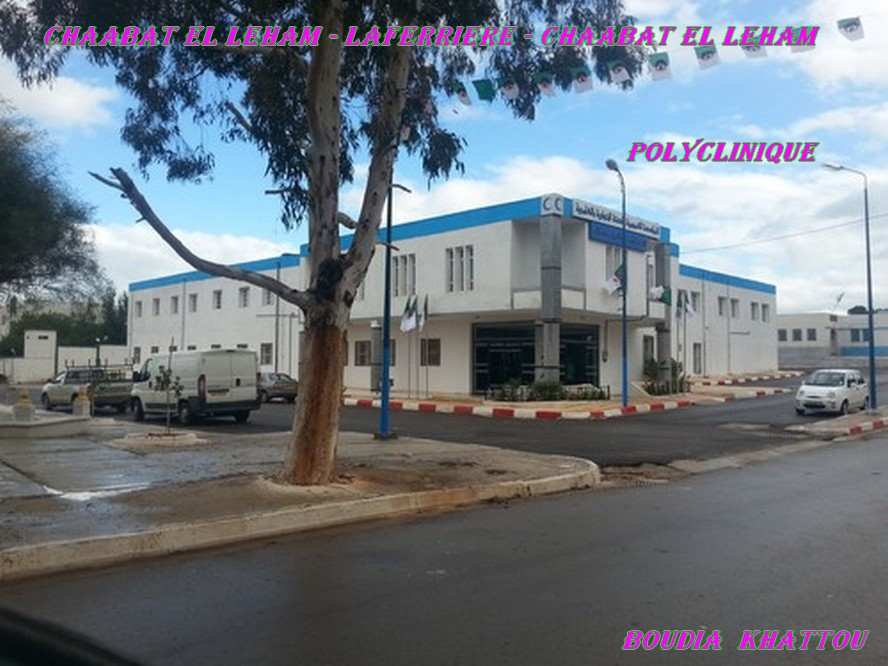
La polyclinique.

## Politique et administration

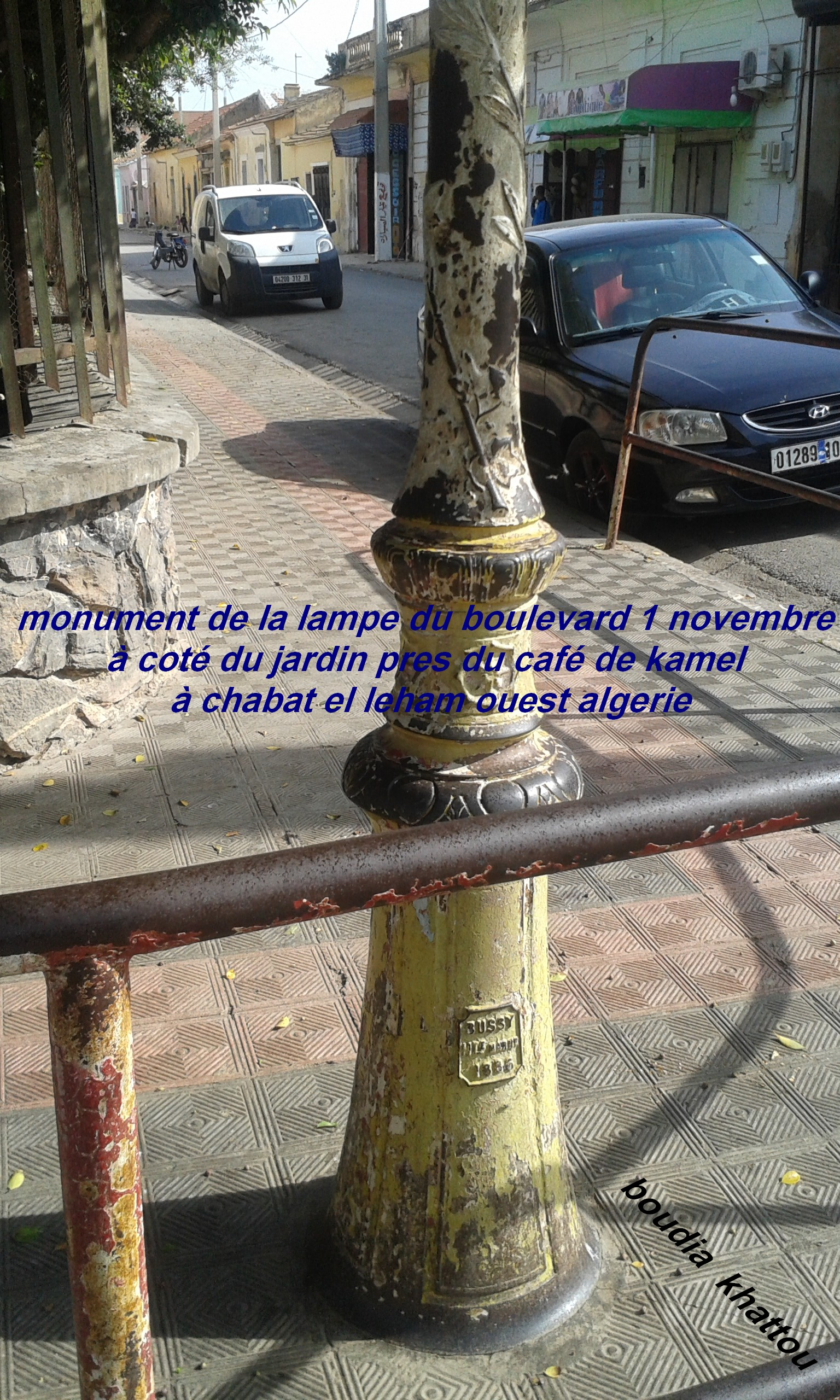
Un réverbère de 1886.

Des figures révolutionnaires qui ont visité la municipalité de la Division de Chaabat El Leham.
Il a été le premier martyr qui joue le héros de la peine de mort Ahmed zahana, connu par son surnom zabana, ce martyr qui a visité Chaabat el leham avec larbi Benmehidi qui a installé la cellule d'approvisionnement pour les rebelles et la cellule Mujahidine, et aussi l'un de l'ancien copain du président Ben Bella en 1963 et 1964.
En 1963, quand il allait à la ville d'Oran venant de maghnia où il a débarqué dans une ferme appelée sekrane el houari, où manger le petit déjeuner avec un groupe de paysans, et en 1964, il a visité la division de Chaabat el leham et a dîné avec son ami Habib Ben Zerfa au district des chouhadas (graba).
Le défunt Mujahid Muhammad Boukharoba, connu sous le nom de Houari Boumediene, était aussi un ami du défunt Moujahed Oujdi Meziane (ALN-1957/62) mort en 1969 à 36 ans.
Le maquisard Bahi Boucif, mort le 26 avril 2013 à Oran, a été parmi les 78 maquisards envoyés à Cuba chez Fidel Castro.
Mohamed Ben Abdellah — de son vrai nom Chahih Mohamed — a été FidaÏ dans le groupe Si Abdelbaki à Oran (1959-1962), mort à Oran.

## Liste des maires

### Avant l’indépendance
- Émile Bernard, de 1886 à 1895.
- Pierre Combes, de 1895 à 1900.
- Pierre Jouclas, de 1900 à 1908.
- Julien-Gabriel Bons, du 12 mai 1908 au 8 août 1927.
- Léopold Luy Brousset, de 1927 à 1929.
- Alexandre Lauque, de 1929 à 1935.
- Frédéric Carme, de 1935 à 1944.
- Jean-Émile Gros, de 1944 à 1945.
- Félix Luy, de 1945 à 1958.
- Marcel Carme, de 1958 à 1959.
- Gaston Rol, de 1959 à 1962.

### Après l’indépendance
- BENHAMIDA (maire) 1962-1963.
- AIT ZAOUCHE Messaoud (maire) 1963-1967.
- CHIKHI maire 1967-1968 (4 mois).
- ZIADI (maire) 1968-1975.
- MOUEDEN SAID (maire) 1975-1979.
- BENYETTO mohamed (maire) 1979-1984.
- Moulay MELIANI mohamed (maire) 1984-1989.
- AMRANE et MAHROUG DEC 1989-1991.
- ABID Mohamed (maire) 1991-1992.
- Rouidi (DEC) 1992 (2 mois).
- Aougad Jillali (DEC) 1992 (2 mois).
- AMRANE (DEC) 1992-1997.
- Said BAHI (commissaire) DEC 1997-2002.
- Mitioui said DE 1998-2002 (10 mois).
- Moulay MELIANNI moh (maire) 2002-2007.
- AOUGAD Bouhadjar (maire) 2007-2012.
- ABID Mohamed (maire) 2012-2017.
- Zouaoui Mohamed (maire) 2017-2021.
- Moulay Meliani Fayçal (maire) 2021.

## Économie et emploi

### Économie avant 1962
Chaabat El Leham puis Laferriere et puis Chaabat El Leham était un village agricole et petit vignoble, mais une grande diversité de cépages et de vins avec ses 45 caves.
C'est aussi une ville industrielle, avec une société d'installation d'eau (Pont et chaussée), une usine se nommant SOCOMAN Société de tuyaux et poteau en béton et une carrière géante du minerai pour l'Afrique de Nord) qui a pour activité la fabrication de tuyaux et des poteaux en béton précontraint.
On y trouve aussi une gare de chemin de fer, une éphémère banque pour les agriculteurs, un grand salon de café (alcool, café et jeux), un cinéma hors norme avec trois niveaux en sous-sol, une église près de la mairie, un jardin avec deux monuments : (la sainte Marie et le laboureur), la statue du soldat mort (en face au deuxième jardin), une petite mosquée avec si-Mohamed (prêtre) et si Bouazza (enseignant du coran), une caserne militaire à 200 m du cimetière français.

### Économie après 1964
Chaabat el Leham est une commune du canton d’Oran puis vers les années 1970, elle est intégrée à Sidi Bel Abbes.
En 1984, elle s'est intégrée à Ain Temouchent (devenu wilaya en 1984) avec une population d'environ 14 000 habitants.
Elle se situe à 5 km de sa wilaya Ain Temouchent, entre Tlemcen à 80 km, Sidi Bel Abbes à 65 km et Oran à 75 km.
Chaabat El Leham est toujours resté une terre viticole avec quelques terres vignobles et trois caves, avec des domaines agricoles comme les groupes 06, 05, 04, 03, 02 et 01 jusqu'au 1980.
Après les années 2000, des terres viticoles furent reconverties pour du raisin de table et la moisson.
C'est aussi une ville industrielle, avec une société d'installation d'eau (ex Ponts et chaussées puis Sonade) et une usine se nommant ENATUB (ex SOCOMAN) (ex Société commerciale de poteaux et tuyaux en béton) et une carrière géante minière de gravier et de sable pour l'Afrique de Nord, une usine de produits chimiques (Omo) SNIC puis Henkel et entreprise de carrelages, une agence de voyages (ETO) et une polyclinique.
Chaabat El Leham est une ville agropastoraliste, on y trouve le marché du vendredi soir et samedi matin, cinq pharmacies privées, huit salons de café, deux postes de gendarmerie, un hôtel avec salon de thé et quatre hammams.
La grande poste, le terrain tartan et quelques modification du stade municipal, des blocs sociaux sortie vers Oran près de l'EPEOR sont en travaux depuis le début janvier 2018.

## Catastrophes naturelles
En 1962, une inondation vers le graba causa des pertes d'animaux, mais aucune victime humaine.
En 1984, les trois oueds qui l’entourent ont mis le village en péril avec une inondation meurtrière causant trois morts et d'importants dégâts matériels.
En 1995, un tremblement de terre n’a causé aucune victime mais des dégâts matériels dans l'habitat ancien.

## Culture
La statue du Laboureur au repos d'Henri Bouchard (1907), l’église (devenue annexe de mairie), la petite mosquée (école coranique), y sont toujours visibles.
Il y a neuf écoles primaires, deux CM, un lycée ainsi qu’un centre de formation professionnelle CFPA ; (ancienne caserne puis école des travaux publics en bâtiment) situé dans la caserne qu'occupait l’Armée française avant l’indépendance, une annexe de sports de proximité, une bibliothèque, un stade municipal, deux stades de proximité, deux grands jardins publics et un cinéma hors norme qui n'existe pas en Algérie.

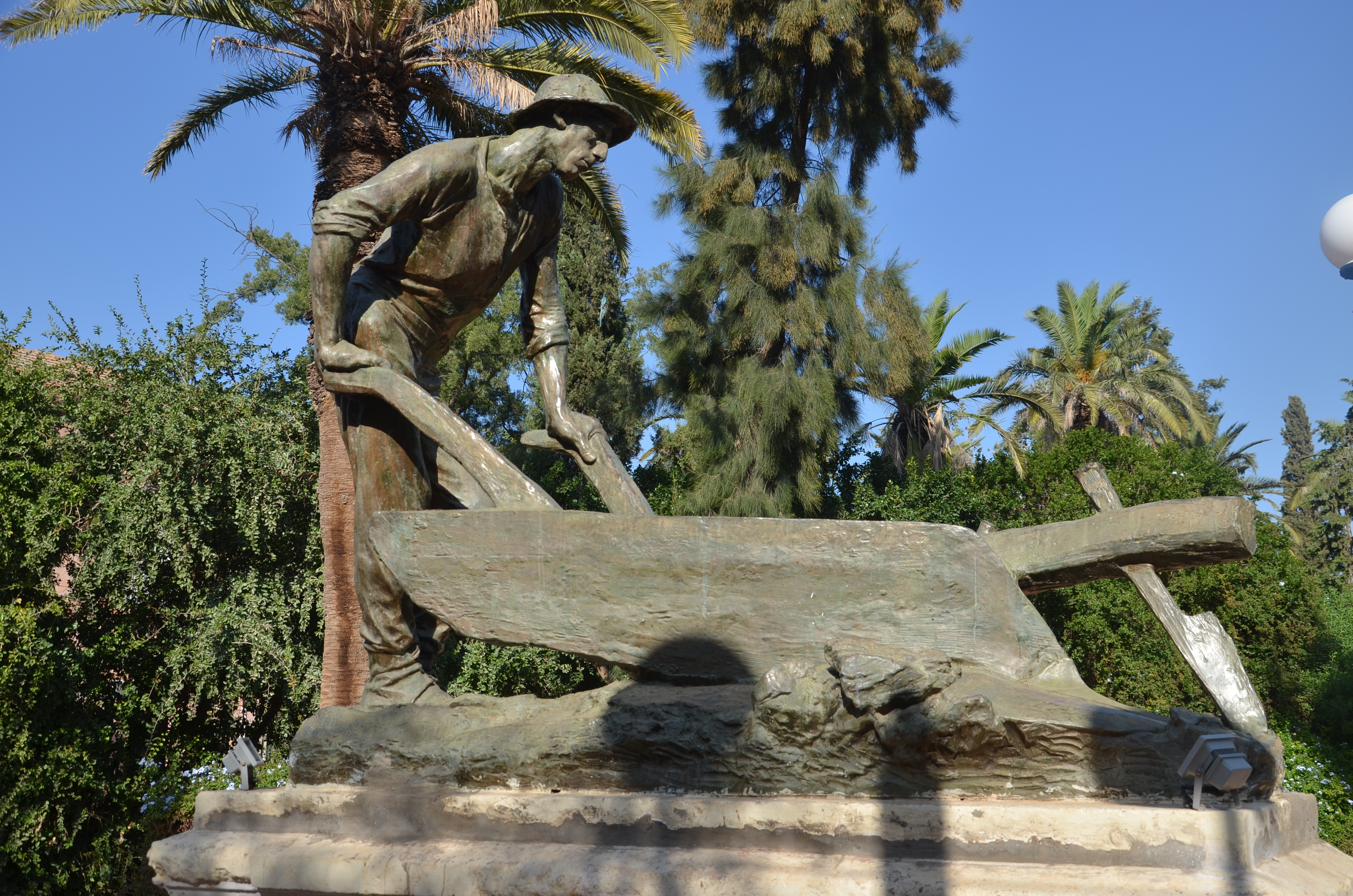
Henri Bouchard, Le Laboureur au repos (1907).
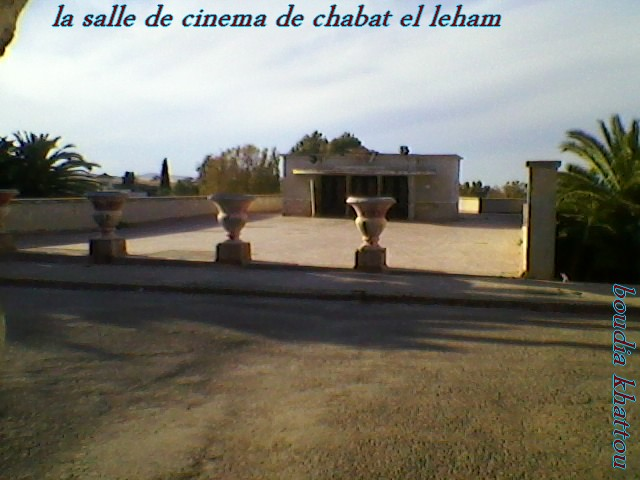
Salle de cinéma.
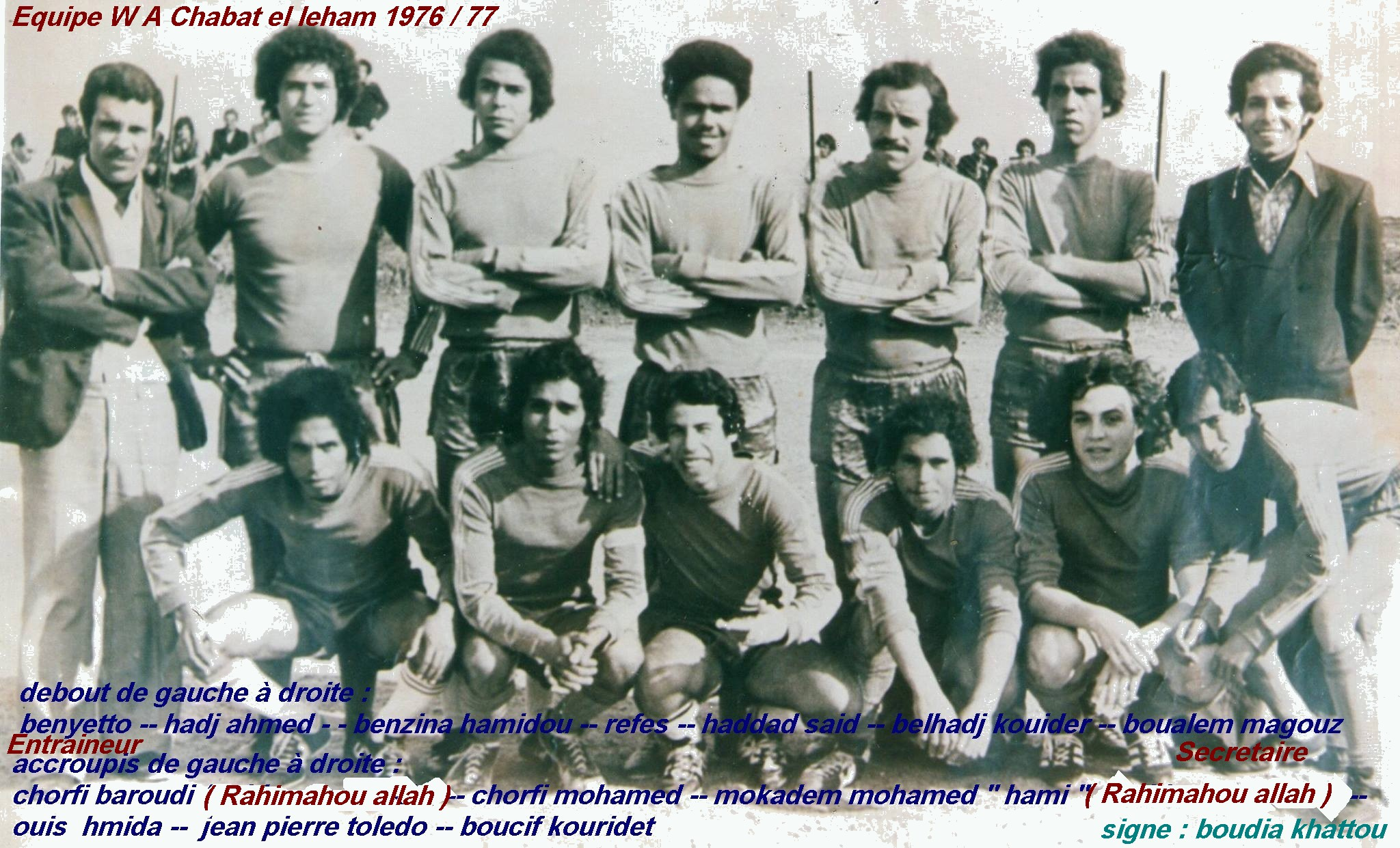
L'équipe de football A B Chaabat El Leham (1973-1974).

### Musique
Les premiers chanteurs de raï entre 1967 et 1987 furent :
- Hfif (Boutaiba Sghir) et ses deux frères, le premier qui a démarré le chant du raï par ce petit village après 1964 ;
- Bouchkara Boualem au violon, le groupe familial Bouchkara du raï ;
- le groupe de Myster, le premier à avoir fait venir une guitare électrique de France dans ce village ;
- les Issaouas ;
- les Hamdaouas.

## Cultes
Il y a deux mosquées, Anas-ibn-malik, et Ibn el arabi, et deux autres et une école coranique (ancienne petite mosquée) et un mossalah.
Un cimetière français près de bibliothèque et un cimetière de musulmans à la sortie de Chaabat el leham vers Chentouf.